# Matthias Sammer
Matthias Sammer (født 5. september 1967 i Dresden) er en tidligere tysk fodboldspiller og træner. Han er mest kendt fra sin tid som spiller for Borussia Dortmund og Inter Milan. Han blev i 1996 kåret til Årets spiller i Europa. Han spillede i alt 74 landskampe, hvoraf 23 for Østtyskland og 51 for Tyskland. Han var holdkaptajn på det tyske landshold som vandt EM i fodbold 1996.
Fra 1987 til 1990 spillede Sammer for Dynamo Dresden, hvor han var med til at vinde to Oberligamesterskaber. Sammer scorede Østtysklands sidste landsholdsmål før sammenlægningen af de to tyske forbund. Han var en af de første østtyskere som gik til en stor vesttysk klub efter genforeningen i 1990 da han gik til VfB Stuttgart hvor han var med til at vinde Bundesligaen i 1992. Senere gik han til Inter Milan hvor han spillede en sæson, før han returnerede til Tyskland for at spille for Borussia Dortmund.
Her blev han den store stjerne, og var med til at vinde Bundesligaen i 1995 og 1996, samt UEFA Champions League i 1997. En knæskade satte en stopper for hans aktive karriere, og i 2000 blev han træner for Borussia Dortmund, og holdet vandt Bundesligaen i 2002. Han var træner for VfB Stuttgart i sæsonen 2004-05.
Den 1. april 2006 skrev han kontrakt med det tyske fodboldforbund, hvor han fik stillingen som teknisk direktør. Jobbet gik ud på at koordinere talentudvikling og træningsmetoder for alle alderstrin på det tyske fodboldlandshold, ligesom Sammer udarbejdede taktiske systemer til samtlige tyske landshold.
2. juli 2012 annoncerede Bayern München, at klubben har tilknyttet Sammer som ny sportsdirektør efter den fyrede Christian Nerlinger.